# Eleição municipal de Juiz de Fora em 1992
A eleição municipal de Juiz de Fora em 1992 ocorreu entre os dias 3 de outubro e 15 de novembro. O prefeito era Alberto Bejani do PRN. O prefeito eleito foi Custódio Mattos do PSDB obtendo 109.149 dos votos, derrotando Tarcísio Delgado do PMDB que obteve 97.186 dos votos no segundo turno, este apoiado por Bejani.
O prefeito eleito Custódio Mattos começou sua trajetória política ainda cedo. Em 1970 filiou-se ao MDB, onde militou até a criação do PSDB - partido que ajudou a fundar na cidade Juiz de Fora, Minas Gerais. Em 1990 foi eleito deputado estadual; em 1992 venceu a eleição para a Prefeitura de Juiz de Fora, exercendo mandato de 1993 a 1996.
Filho de Custódio Lopes de Mattos e de Ercília Ferreira de Mattos, nasceu em Juiz de Fora. O registro civil de nascimento foi feito em Bicas, cidade próxima à Juiz de Fora, onde moravam seus pais.

## Resultado da eleição para prefeito

### Segundo turno
| Candidatos a prefeito | Candidatos a vice-prefeito | Número | Coligação                                              | Votação | Percentual |
| --------------------- | -------------------------- | ------ | ------------------------------------------------------ | ------- | ---------- |
| Custódio Mattos PSDB  | — PSDB                     | 45     | PSDB, PL, PDT, PPS, PSB                                | 109.149 | 52,90%     |
| Tarcísio Delgado PMDB | — PMDB                     | 15     | PMDB, PRN, PTB, PST, PRS, PSD, PTR, PDC, PDS, PSC, PFL | 97.186  | 47,10%     |